# Methanogenese
Methanogenese is de vorming van methaan door bepaalde micro-organismen. Methanogenese treedt op wanneer biomassa in zuurstofloze condities wordt afgebroken. De productie van methaan is een belangrijke en wijdverspreide vorm van microbiële stofwisseling. Methanogenese is verantwoordelijk voor een groot deel van het aardgas dat in de bodem voorkomt. De rest ontstaat thermogeen.
Organismen die in staat zijn om methaan te produceren, zijn uitsluitend geïdentificeerd uit het domein Archaea. De meeste methanogenen kunnen koolstofdioxide en waterstofgas omzetten in methaan. Ook eenvoudige organische verbindingen als mierenzuur, methanol en methylaminen worden ervoor gebruikt. Azijnzuur, een verbinding met twee koolstofatomen, kan worden omgezet in methaan en kooldioxide door  acetoclastische (azijnzuur-splitsende) methanogenen. Bacteriële fermentatieproducten zoals melkzuur, propionzuur en boterzuur kunnen niet worden gebruikt voor methanogenese.

## Biochemie

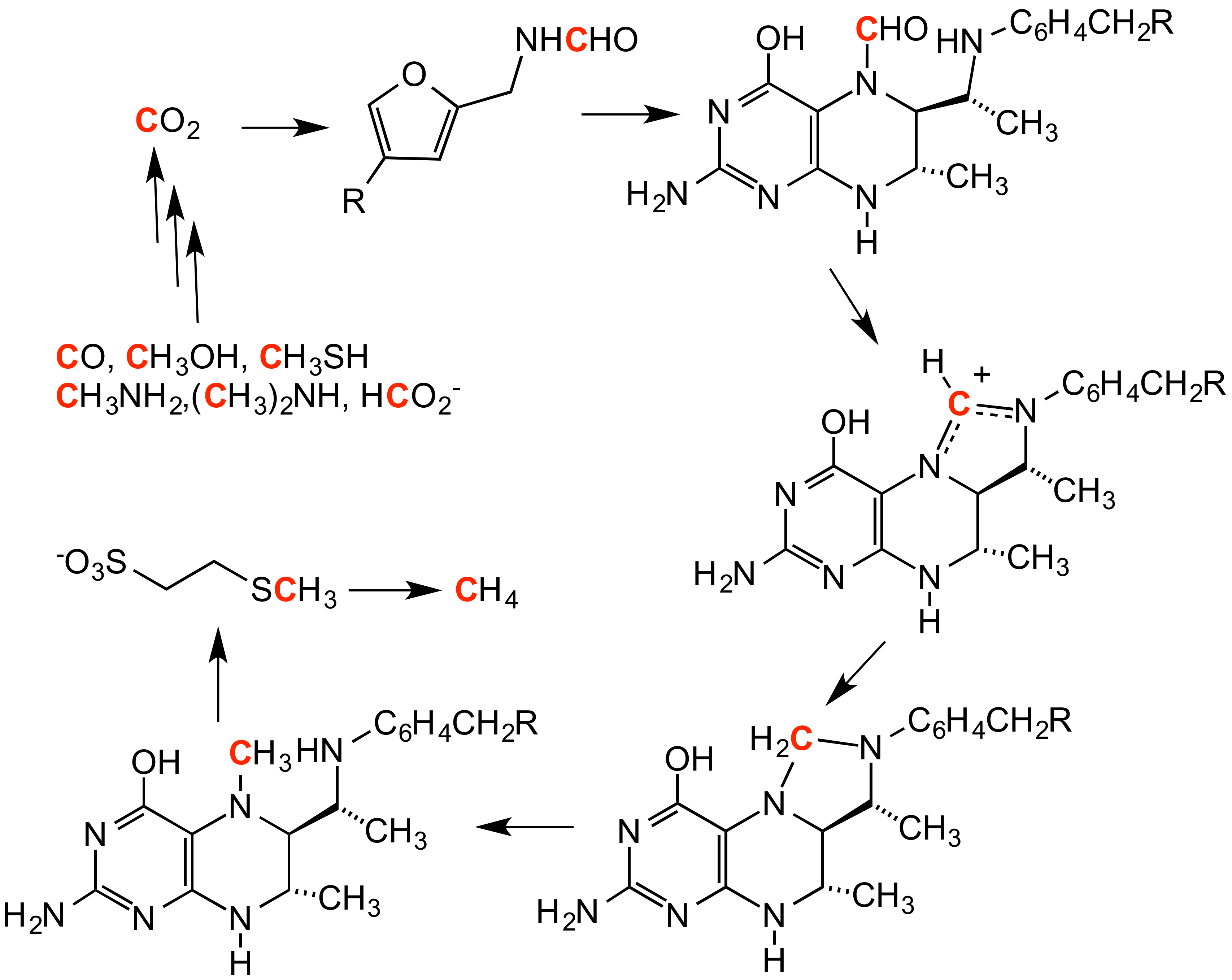
Methanogenese, met tussenproducten weergegeven

Methanogenese is een vorm van anaerobe dissimilatie, wat inhoudt dat methanogenen geen zuurstof gebruiken voor dit stofwisselingsproces. Integendeel: zuurstof remt de groei en activiteit van methanogenen. De uiteindelijke elektronenacceptor in methanogenese is niet zuurstof, maar een koolstofverbinding (meestal met een laag molecuulgewicht). In de twee best beschreven stofwisselingsroutes zijn azijnzuur of anorganisch koolstofdioxide de eindelektronenacceptoren:
{\displaystyle {\ce {CO2 + 4H2 -> CH4 + 2H2O}}}
{\displaystyle {\ce {CH3COOH -> CH4 + CO2}}}
Tijdens de anaerobe dissimilatie van koolhydraten worden H2 en acetaat gevormd in een verhouding van 2:1 of lager. H2 draagt dus voor slechts 33% bij aan methanogenese. In sommige omstandigheden, bijvoorbeeld in het spijsverteringskanaal, wordt acetaat grotendeels geabsorbeerd in de bloedvaten van de gastheer en is de bijdrage van H2 aan de methanogenese groter.
Afhankelijk van de pH en de temperatuur kunnen ook andere kleine organische verbindingen gebruikt worden voor methanogenese, zoals methanol, dimethylsulfide en methaanthiol.

### Mechanisme
Bij het biochemische proces van methaanvorming zijn vijf co-enzymen betrokken, namelijk co-enzym F420, co-enzym B, co-enzym M, methanofuran en methanopterine. De omzetting van CH3-S-binding in methaan vindt plaats op basis van een driedelig complex bestaande uit methyl-co-enzym M, co-enzym B en een nikkelgroep van de cofactor F430.